# اولترامن (فیلم ۱۹۶۷)
اولترامن (انگلیسی: Ultraman) یک فیلم در ژانر علمی–تخیلی به کارگردانی ایجی تسوبورایا است که در سال ۱۹۶۷ منتشر شد. از بازیگران آن می‌توان به آکی‌هیکو هیراتا اشاره کرد.